# Berta apopempta
Berta apopempta là một loài bướm đêm trong họ Geometridae.